# Општина Лељаска (Олт)
Лељаска (рум. Leleasca) општина је у Румунији у округу Олт.
Oпштина се налази на надморској висини од 329 m.